# Places to Go
"Places to Go" is een nummer van de Nederlandse zangeres Anouk. Het nummer verscheen als bonustrack op haar album Paradise and Back Again uit 2014. Op 12 september van dat jaar werd het uitgebracht als de vierde single van het album.

## Achtergrond
"Places to Go" is geschreven en geproduceerd door Anouk en Tobias Karlsson. Het is een poprocknummer dat wordt gekenmerkt door het vele gebruik van synthesizers. Dit betekent, na haar vorige twee singles die meer de dancekant opgingen, een nieuwe stijlbreuk met de stevige rockmuziek waar zij tot op dat moment om bekend stond.
"Places to Go" werd een hit in Nederland. In de Top 40 kwam het tot de zestiende plaats, terwijl het nummer in de Single Top 100 een positie lager piekte. In Vlaanderen wist het de Ultratop 50 niet te bereiken, maar bleef het steken op de tweede plaats in de "Bubbling Under"-lijst.
In de videoclip van "Places to Go" zijn familie en vrienden van Anouk te zien. Zo zijn haar kinderen, inclusief haar pasgeboren zoon, te zien, net als haar manager Kees de Koning en goede vriendin Trijntje Oosterhuis.

## Hitnoteringen

### Nederlandse Top 40
| Hitnotering: 20-09-2014 t/m 22-11-2014 | Hitnotering: 20-09-2014 t/m 22-11-2014 | Hitnotering: 20-09-2014 t/m 22-11-2014 | Hitnotering: 20-09-2014 t/m 22-11-2014 | Hitnotering: 20-09-2014 t/m 22-11-2014 | Hitnotering: 20-09-2014 t/m 22-11-2014 | Hitnotering: 20-09-2014 t/m 22-11-2014 | Hitnotering: 20-09-2014 t/m 22-11-2014 | Hitnotering: 20-09-2014 t/m 22-11-2014 | Hitnotering: 20-09-2014 t/m 22-11-2014 | Hitnotering: 20-09-2014 t/m 22-11-2014 | Hitnotering: 20-09-2014 t/m 22-11-2014 |
| Week                                   | 1                                      | 2                                      | 3                                      | 4                                      | 5                                      | 6                                      | 7                                      | 8                                      | 9                                      | 10                                     |                                        |
| -------------------------------------- | -------------------------------------- | -------------------------------------- | -------------------------------------- | -------------------------------------- | -------------------------------------- | -------------------------------------- | -------------------------------------- | -------------------------------------- | -------------------------------------- | -------------------------------------- | -------------------------------------- |
| Positie                                | 26                                     | 17                                     | 16                                     | 16                                     | 24                                     | 28                                     | 30                                     | 31                                     | 32                                     | 35                                     | uit                                    |

### Single Top 100
| Hitnotering: 20-09-2014 t/m 27-12-2014 | Hitnotering: 20-09-2014 t/m 27-12-2014 | Hitnotering: 20-09-2014 t/m 27-12-2014 | Hitnotering: 20-09-2014 t/m 27-12-2014 | Hitnotering: 20-09-2014 t/m 27-12-2014 | Hitnotering: 20-09-2014 t/m 27-12-2014 | Hitnotering: 20-09-2014 t/m 27-12-2014 | Hitnotering: 20-09-2014 t/m 27-12-2014 | Hitnotering: 20-09-2014 t/m 27-12-2014 | Hitnotering: 20-09-2014 t/m 27-12-2014 | Hitnotering: 20-09-2014 t/m 27-12-2014 | Hitnotering: 20-09-2014 t/m 27-12-2014 | Hitnotering: 20-09-2014 t/m 27-12-2014 | Hitnotering: 20-09-2014 t/m 27-12-2014 | Hitnotering: 20-09-2014 t/m 27-12-2014 | Hitnotering: 20-09-2014 t/m 27-12-2014 | Hitnotering: 20-09-2014 t/m 27-12-2014 |
| Week                                   | 1                                      | 2                                      | 3                                      | 4                                      | 5                                      | 6                                      | 7                                      | 8                                      | 9                                      | 10                                     | 11                                     | 12                                     | 13                                     | 14                                     | 15                                     |                                        |
| -------------------------------------- | -------------------------------------- | -------------------------------------- | -------------------------------------- | -------------------------------------- | -------------------------------------- | -------------------------------------- | -------------------------------------- | -------------------------------------- | -------------------------------------- | -------------------------------------- | -------------------------------------- | -------------------------------------- | -------------------------------------- | -------------------------------------- | -------------------------------------- | -------------------------------------- |
| Positie                                | 18                                     | 29                                     | 31                                     | 41                                     | 39                                     | 38                                     | 41                                     | 47                                     | 40                                     | 51                                     | 32                                     | 17                                     | 41                                     | 69                                     | 93                                     | uit                                    |

### NPO Radio 2 Top 2000
Places to Go stond alleen in 2015 in de NPO Radio 2 Top 2000, op plek 1775.